# هونگن
شهر هونگندر ایالت هسن در کشور آلمان واقع شده‌است.